# 情探
情探，越剧古装剧。由田汉、安娥根据明代传奇《焚香记》改编。

## 故事情节
书生王魁落难山东，得到莱阳名妓敫桂英帮助，并结为夫妻。后王魁赶考中状元，竟将敫桂英抛弃。桂英向海神爷哭诉，后与海神爷活捉王魁。

## 演出
1957年11月，上海越剧院首演此剧，傅全香饰敫桂英、陆锦花饰王魁。该剧为傅全香的代表作之一。1958年，该剧拍摄为电影。